# Andreï Kobiakov
Andreï Kabiakow
Andreï Kobiakov (en biélorusse Андрэй Уладзіміравіч Кабякоў, Andreï Ouladzimiravitch Kabiakow ; en russe Андрей Владимирович Кобяков, Andreï Vladimirovitch Kobiakov), né le 21 novembre 1960 à Moscou, en RSFS de Russie alors partie de l'URSS, est un homme d'État biélorusse, Premier ministre du 27 décembre 2014 au 18 août 2018.

## Biographie
Vice-Premier ministre à partir de 2000, Andreï Kobiakov est ministre de l'Économie de 2002 à 2003.
Chef du cabinet présidentiel à partir d'août 2012, il est nommé Premier ministre le 27 décembre 2014, en remplacement de Mikhaïl Miasnikovitch, limogé avec plusieurs autres ministres à la suite de la crise du rouble russe.
Il est lui-même limogé en août 2018 après un scandale de corruption. Son successeur est Sergueï Roumas.